# 리야 아헤자코바
리야 메지도브나 아헤자코바(러시아어: Ли́я Меджи́довна Ахеджа́кова, 1938년 7월 9일 ~ )는 소련과 러시아의 배우이다.

## 출연 작품

### 영화
- 레토 (2018년) - 아파트 주인 역
- 북 오브 마스터즈 (2009년)
- 사랑의 4중주 (2008년)
- 플레잉 더 빅팀 (2006년)
- 모스크바는 눈물을 믿지 않는다 (1980년)
- 검은 마술사의 선물 (1978년)